# Astragalus brandegeei
Astragalus brandegeei es una especie de planta del género Astragalus, de la familia de las leguminosas, orden Fabales.
Fue descrita científicamente por (Rydb.) Porter.